# ダニール・フォミン
ダニール・フォミン（Daniil Fomin 、1997年3月2日 - ）は、ロシア出身の同国代表プロサッカー選手。FCディナモ・モスクワ所属。ポジションはMF。

## 経歴

### クラブ
出身地にほど近いFCクラスノダールのアカデミーで育成された。2014年10月にリザーブチームの試合に出場しプロデビュー。2016年9月21日、ロシア・カップのPFCスパルタク・ナリチク戦でトップチームデビューを果たした。
2019年6月26日、FCウファと契約を結んだ。
2020年8月3日、FCディナモ・モスクワに5年契約で移籍。

### 代表
2019年11月、UEFA EURO 2020予選のベルギー代表・サンマリノ代表戦でロシア代表に初招集された。2020年10月11日、UEFAネーションズリーグのトルコ代表戦でロシア代表デビューを飾った。
2021年6月2日、UEFA EURO 2020に臨むロシア代表26人の一人に選ばれた。同大会での出場機会は無く、チームはグループステージ敗退に終わった。